# 彭冲
彭冲（1915年3月27日—2010年10月18日），原名许铁如，男，汉族，福建漳州人，中国共产党、中华人民共和国政治人物，原副国级领导人。曾任中国共产党第十一届中央政治局委员、中央书记处书记，第五、六、七届全国人民代表大会常务委员会副委员长，中国人民政治协商会议第五届全国委员会副主席。

## 生平

### 福建活动
1915年3月27日，在福建漳州一个城市贫民家庭出生。早年在龙溪高等师范学校学习。1933年3月加入中国共产主义青年团。1934年8月转为中国共产党党员。1930年代前期，彭冲在漳州地区从事中共的地下工作，历任中共漳州地区地下党团支部书记、党支部书记。1934年，受中共漳州工委委派，彭冲加入由左翼知识分子组织的虹桥文艺研究社，并逐渐将该组织改造为中共领导的文艺团体芗潮剧社。
抗日战争爆发后，1937年，中共地下组织决定以芗潮剧社为主，在闽南地区开展抗日宣传活动。彭冲等中共党员率剧社赴厦门巡回公演，促成了闽南地区抗日文艺联合战线的形成。同年，奉上级中共党组织指示，彭冲等人恢复成立了中共漳州工委，彭冲任工委组织部部长，发起成立了“民众救国服务团”，参加领导漳州地区的抗日运动。不到两个月，民众救国服务团便发展成有30多个分团、数十个分队、共3000余人。

### 军事生涯
1937年10月，彭冲参加新四军，任新四军第二支队政治部宣传队副队长。1938年6月，彭冲任新四军第二支队政治部秘书。同年9月，任新四军高淳办事处主任。奉上级指示，彭冲率工作组在安徽省当涂县开展群众工作，经过两个多月，使中共在当涂的影响及群众基础加深，该地区成为新四军东进之后在苏南开辟的新根据地。同年11月，中共当（涂）芜（湖）县委成立，彭冲任当芜县委首任书记。1939年7月，任新四军第二支队政治部民运科科长。1940年后，历任新四军江南指挥部新三团政治处主任，新四军第6师18旅53团、52团政治处主任，独立团政治委员兼中共江苏泰州县委书记。
1945年6月后，彭冲历任新四军第1师18旅、华中野战军第6师18旅、华东野战军第6纵队18师52团政治委员。第二次国共内战时期，彭冲率部转战，先后参加了苏中战役、鲁南战役、莱芜战役、孟良崮战役等。1947年9月，彭冲任华东野战军第6纵队18师政治部主任。1949年2月，任第三野战军第24军72师副政治委员。

### 从福建到江苏
中华人民共和国成立后，彭冲历任中共福建省委秘书长，中共福建省委统战部部长兼中共龙溪地委书记，中共中央华东局统战部副部长。1954年8月，彭冲调任中共江苏省委秘书长。1955年后，历任南京市市长，中共南京市委第一书记，中共江苏省委书记处候补书记、书记。
1966年“文化大革命”爆发后，彭冲遭到残酷迫害。1968年3月，彭冲经周恩来亲自点名参加学习班之后，被任命为江苏省革命委员会副主任、中共江苏省委副书记，分管抓生产。其间，他帮助中共江苏省委第一书记、江苏省革委会主任许世友指挥建设了南京长江大桥，许世友任总指挥，彭冲任常务副指挥。1974年11月起，彭冲任中共江苏省委第一书记兼南京军区第二政治委员、江苏省革命委员会主任。

### 文革之后
1976年10月粉碎“四人帮”后，根据中共中央的部署，彭冲到上海市任职，从1976年10月至1980年3月，历任上海警备区第一政治委员，中共上海市委第三书记，上海市政协主席，中共上海市委第一书记，上海市革命委员会第二副主任、主任，上海市人民政府市长等职。他按照中央的部署，参加领导了粉碎“四人帮”在上海的支持者发动武装叛乱的图谋，参加领导了“揭、批、查”，摧毁了“四人帮”在上海的帮派。任内，他还领导筹建了中华人民共和国成立后规模最大的钢铁联合企业——上海宝钢集团。
1977年8月，在中共十一届一中全会上，彭冲当选为中共中央政治局委员，进入中央高层，成为党和国家领导人。1978年3月，当选为政协第五届全国委员会副主席。1978年9月，他作为中国党政代表团副团长，随邓小平访问朝鲜，回国后又陪邓小平视察中国东北。1980年2月，在中共十一届五中全会上，彭冲当选为中央书记处书记，任中央政法委员会第一副书记，协助彭真分管政法工作。1980年9月，在第五届全国人大三次会议上，被补选为全国人大常委会副委员长。1981年4月，任中共全国人大常委会党组副书记。1983年6月，当选为第六届全国人大常委会副委员长、全国人大法律委员会主任委员。1988年4月，当选为第七届全国人大常委会副委员长兼秘书长。1993年3月，年近八旬的彭冲在八届全国人大一次会议后卸任全国人大常委会副委员长退休。
彭冲是中国共产党第九届、十届中央候补委员，第十一届政治局委员、十二届、十三届中央委员。
2010年10月18日，彭冲在北京逝世，享年96岁。中国官方在《彭冲同志生平》中对彭冲的评价是「中国共产党的优秀党员，久经考验的忠诚的共产主义战士，无产阶级革命家，我党政治工作和我国社会主义法制建设的杰出领导人」。

## 文集
- 《彭冲纪念文集》中共党史出版社 2015 03

分为三部分：第一部分“回忆与怀念”，收录缅怀、纪念彭冲同志的文章31篇，分五个单元排列。其中第五单元为亲属撰写的文章。第二部分“彭冲文稿选辑”，收录彭冲同志的文章、讲话、报告60篇，根据时间先后排列。第三部分“彭冲生平年表”，根据有关档案、文献、著作、报刊资料的记载整理而成。